# Рудники (Опольське воєводство)
Рудники (пол. Rudniki) — село в Польщі, у гміні Рудники Олеського повіту Опольського воєводства.
Населення — 893 особи (2011).
У 1975-1998 роках село належало до Ченстоховського воєводства.

## Демографія
Демографічна структура станом на 31 березня 2011 року:
|          | Загалом | Допрацездатний вік | Працездатний вік | Постпрацездатний вік |
| -------- | ------- | ------------------ | ---------------- | -------------------- |
| Чоловіки | 425     | 63                 | 313              | 49                   |
| Жінки    | 468     | 75                 | 266              | 127                  |
| Разом    | 893     | 138                | 579              | 176                  |